# Chitila (cartier)
Chitila este un cartier situat în sectorul 1 al Bucureștiului. El se învecinează la nord și la est cu cartierul Bucureștii Noi, la vest cu orașul Chitila și la sud cu cartierul Giulești-Sârbi.